# Oreille de porc
Pour les articles homonymes, voir Oreille de cochon.

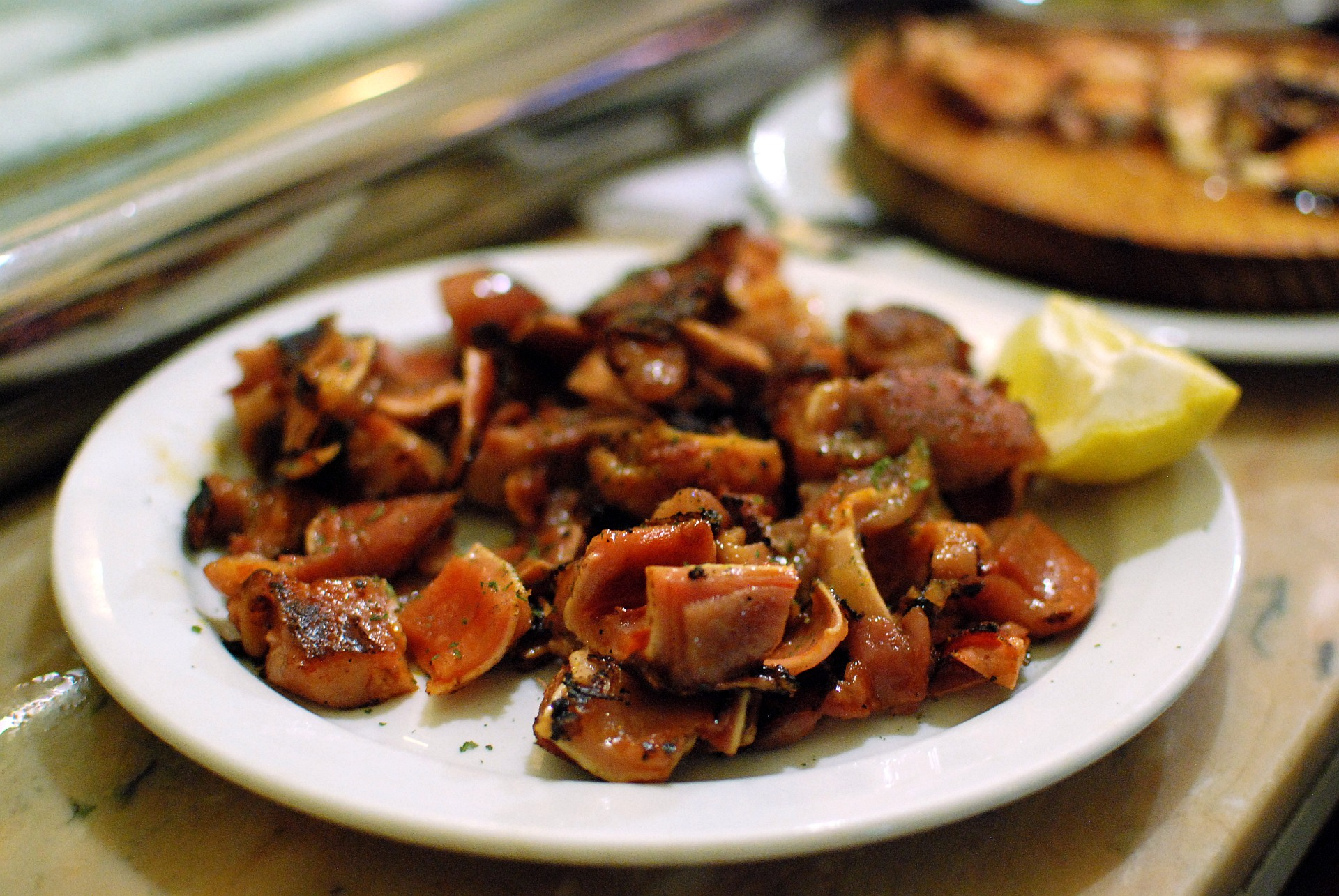
Oreja de cerdo (oreille de porc) dans un bar à tapas à Madrid.

L’oreille de porc est un abat consommé dans de nombreuses régions du monde.

## Consommation humaine

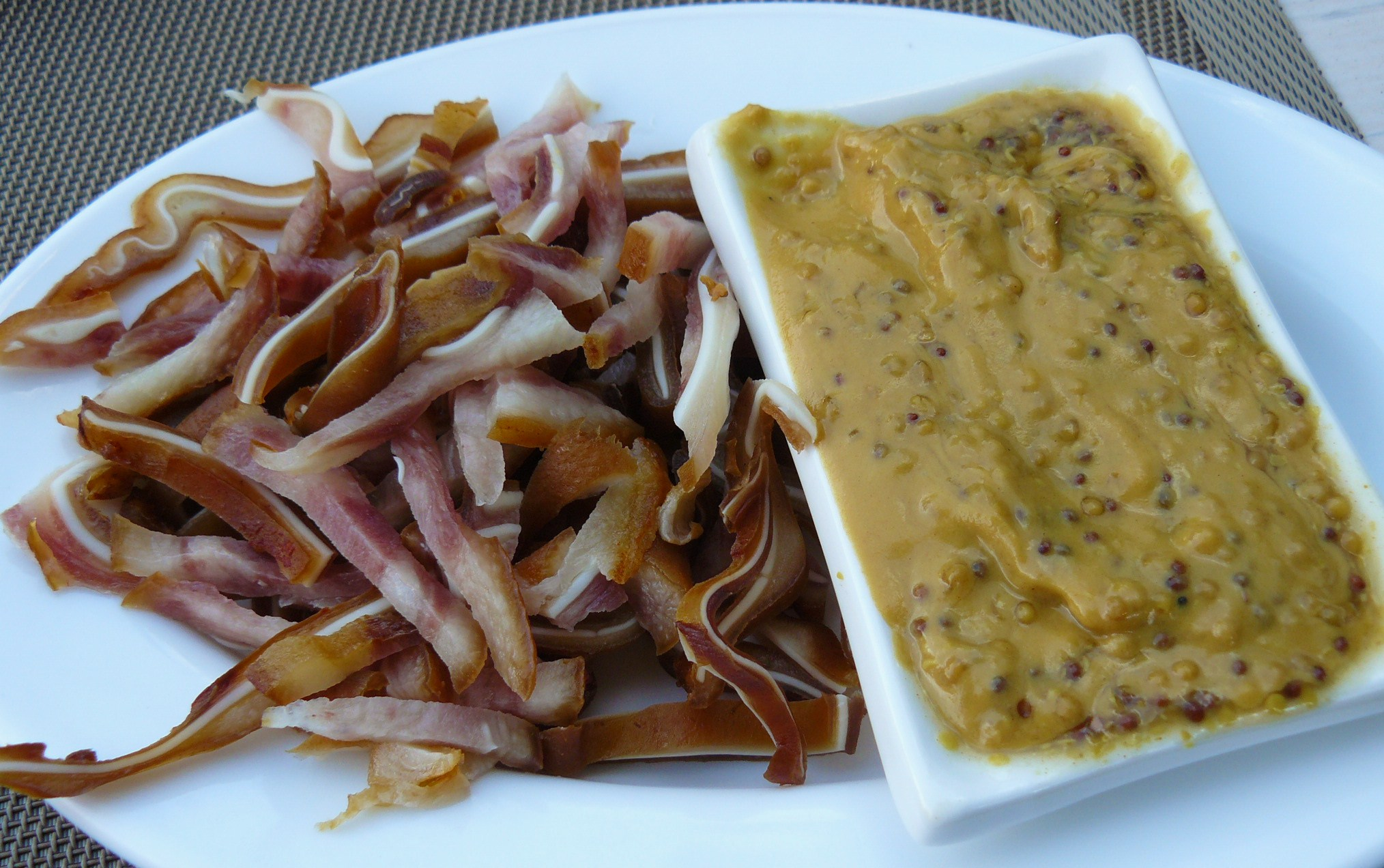
Oreilles de porc fumées à la moutarde (Ukraine, 2012).

### Cuisine française
En France, l'oreille de porc est un plat rustique, consommée froide en entrée, mais peut également se retrouver au menu d'un grand restaurant, grillée en accompagnement de salade. Elle peut éventuellement être un des ingrédients du fromage de tête.

### Cuisine bulgare
En Bulgarie, l'oreille de porc est consommée en amuse-gueule avec de la bière ou du vin : elle est d'abord bouillie, puis grillée et servie avec du citron, de la sauce de soja, du sel et du poivre.

### Cuisine chinoise

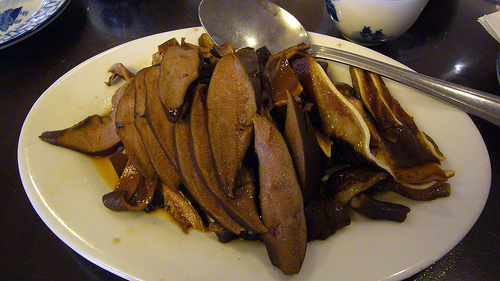
Lou mei : Foie et oreille de porc braisés dans la sauce de soja et d'autres épices.

Dans la cuisine chinoise, les oreilles de porc sont servies en amuse-gueule ou en accompagnement sous le nom de 豬耳朵 (pinyin : zhū ěr duo, « oreille de cochon », souvent abrégé en 豬耳). Dans certaines régions, elles sont connues sous le nom de 层层脆 (ceng ceng cui, littéralement « épaisseurs croquantes »). Elles sont d'abord généralement bouillies ou cuites à la vapeur, puis tranchées en lamelles et servies avec de la sauce de soja ou relevées avec de la sauce piquante. Une fois cuites, elles présentent un extérieur gélatineux, comparable à du tofu et le cartilage central est croquant. Elles sont consommées chaudes ou froides.

#### Cuisine cantonaise
Dans la cuisine cantonaise, les oreilles de porc sont un des ingrédients du lou mei. L'accent est mis sur l'utilisation de toutes les parties consommables du porc. Ses oreilles (et le lou mei en général) ne sont pas considérées comme des mets raffinés.

### Cuisine espagnole
L'oreille de porc grillée, oreja de cerdo, est un des tapas de la cuisine espagnole. Elle est aussi servi bouillie de différentes manières, en ragoût ou en cozido.

### Cuisine lituanienne
L'oreille de porc (en lituanien kiaulės ausis) est servie fumée et coupée en lamelles comme amuse-gueule pour accompagner la bière, ou bouillie et servie en plat principal avec du raifort et des légumes frais ou en saumure.

### Cuisine japonaise
Dans la cuisine d'Okinawa, l'oreille de porc porte le nom de mimigaa. Elle est bouillie ou préparée en saumure et servie avec du vinaigre ou sous forme de sashimi.

### Cuisine philippine
Aux Philippines, le plat connu sous le nom de sisig comprend parfois de l'oreille de porc.

### Cuisine thaïlandaise

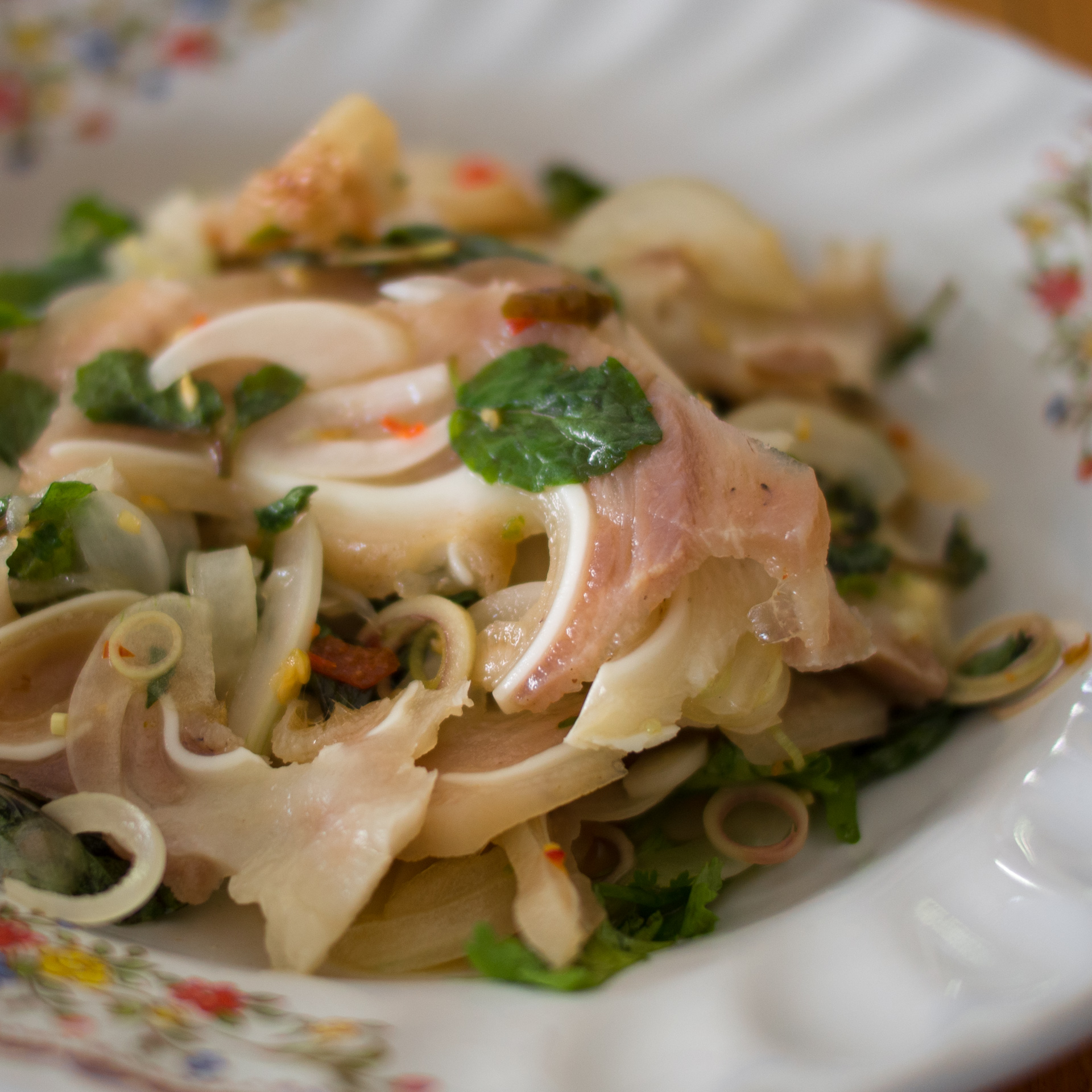
Le yam hu mu est une salade thaï à base de lamelles d'oreille de porc.

Dans la cuisine thaïlandaise, les oreilles de porc entrent dans la composition de nombreux plats, notamment dans le chin som mok du nord du pays (tranches d'oreilles de porc grillées fermentées servies dans une feuille de bananier) et dans le yam hu mu (une salade thaïe à base de lamelles d'oreilles de porc bouillies).

### Cuisine américaine
Les oreilles de porc font partie de la soul food, cuisine du Sud des États-Unis créée par les Afro-américains.
Le terme « pigs' ear » (oreille de cochon en anglais) désigne aussi familièrement un type de pâtisserie bouillie et consommée chaude, ou frite et saupoudrée de sucre en poudre.

### Cuisine vietnamienne
Dans la cuisine vietnamienne, l'oreille de porc est coupée en fines tranches et mélangée avec de la farine de riz grillée. Elle est soit mangée seule, soit dans une galette de riz avec des herbes comme un rouleau de printemps.

## Nourriture pour chien
Dans certains pays, les oreilles de porc sont utilisées comme nourriture pour chien ou friandises et vendues en animalerie.